# Pearcea schimpfii
Pearcea schimpfii  (лат.) — вид цветковых растений рода Пирсия (Pearcea) семейства Геснериевые (Gesneriaceae). 

## Описание
Стебель длиной до 1 м. Листья эллиптические, реже ланцетные длиной 4-12 см. В соцветии от 1—3, редко 5, цветков. Венчик красный или оранжево-красный.

## Распространение
Эндемик Эквадора. Обитает на восточных склонах Анд в тропических и субтропических влажных горных лесах на высоте от 1100 до 1500 м над уровенм моря.